# Čakravartí Rádžagópálačárí
Čakravartí Rádžagópálačárí (tamilsky சக்ரவர்த்தி ராஜகோபாலாச்சாரி, 10. prosince 1878 Thórapálí – 25. prosince 1972 Madrás) byl indický právník, politik, novinář a aktivista za lidská práva.
Vystudoval umění na Central College v Bengalúru a práva na Presidency College v Madrásu. Od roku 1900 provozoval advokátní praxi, v roce 1906 se stal členem Indického národního kongresu a blízkým spolupracovníkem Mahátmy Gándhího, v roce 1930 se účastnil Solného pochodu. V roce 1937 se stal jako první zástupce kongresové strany premiérem Madráské prezidencie. Během působení ve funkci vyhlásil prohibici, usiloval o zrovnoprávnění nižších kast a oddlužení chudých rolníků. Navrhl zavedení povinné výuky hindštiny, což však ztroskotalo na silném odporu tamilských nacionalistů.
V roce 1940 rezignoval na premiérskou funkci na protest proti účasti Britské Indie ve druhé světové válce a byl nakrátko uvězněn. Po propuštění se účastnil vyjednávání mezi Indickým národním kongresem a Muslimskou ligou o budoucí podobě země, jako první hinduistický politik připustil možnost plebiscitu o oddělení Pákistánu. Byl zastáncem postupného přechodu Indie k nezávislosti, v letech 1947–1948 byl guvernérem Západního Bengálska a v letech 1948–1950 byl posledním generálním guvernérem Indie a jediným domorodcem, který tuto funkci kdy zastával.
V letech 1950 až 1951 byl ministrem vnitra v Néhrúově vládě, kterou opustil kvůli svým silně antikomunistickým postojům. V letech 1952 až 1954 byl premiérem státu Madrás. V roce 1954 obdržel nejvyšší indické vyznamenání Bhárat Ratna. V roce 1957 z Indického národního kongresu vystoupil na protest proti posunu strany doleva a v roce 1959 založil vlastní stranu Svatantra (Strana svobody), jejímž programem byl volný trh a prozápadní orientace zahraniční politiky. Ve volbách v roce 1967 se stala Svatantra se ziskem 8,67 % hlasů druhou nejsilnější stranou v parlamentu, avšak v roce 1971 spadla na 3,07 % a po Rádžagópaláčárího smrti zanikla.
Čakravartí Rádžagópálačárí byl také uznávaným spisovatelem, jeho moderní převyprávění eposu Rámájana vyšlo také v češtině (nakladatelství Pragma 2010, překlad Jana Žlábková).